# Trafoia monticola
Trafoia monticola är en tvåvingeart som beskrevs av Brauer och Julius Edler von Bergenstamm 1893. Trafoia monticola ingår i släktet Trafoia och familjen parasitflugor. Arten är reproducerande i Sverige. Inga underarter finns listade i Catalogue of Life.